# Eutoea straminea
Eutoea straminea är en fjärilsart som beskrevs av W. Warren 1896. Eutoea straminea ingår i släktet Eutoea och familjen mätare. Inga underarter finns listade i Catalogue of Life.